# Aphaobius heydeni
Aphaobius heydeni – gatunek chrząszcza z rodziny grzybinkowatych i podrodziny zyzkowatych. Endemit Słowenii.

## Taksonomia
Gatunek ten opisany został po raz pierwszy w 1885 roku przez Edmunda Reittera na łamach „Verhandlungen des naturforschenden Vereines in Brünn”. Jako miejsce typowe wskazano okolice Škofjej Loki w Słowenii. Epitet gatunkowy nadano na cześć Carla von Heydena.
W obrębie rodzaju zaklasyfikowany został w 2010 roku przez Marca Bognolę i Dantego Vailatiego do monotypowej grupy heydeni.

## Morfologia
Chrząszcz o ciele długości od 2,9 do 3,3 mm. Ubarwienie ma w całości brązoworude. Głowa jest pozbawiona oczu oraz zaopatrzona w długie i cienkie czułki, u samca sięgające tylnej ⅓ pokryw po rozprostowaniu do tyłu. Ich ósmy człon jest dwuipółkrotnie krótszy od poprzedniego. Przedplecze jest poprzeczne, od 1,6 do 1,8 raza szersze niż dłuższe, najszersze u nasady. Boki ma w przedniej ⅓ równomiernie łukowate, dalej zaś proste do lekko zafalowanych, a tylne kąty ostre i wydatne. Dysk przedplecza wypłaszcza się nieco ku tylnym kątom. Stosunek długości do szerokości prawie trapezowatych, najszerszych w przedniej ćwiartce pokryw wynosi od 1,3 do 1,4. Powierzchnia pokryw jest poprzecznie rowkowana. Skrzydeł tylnej pary brak zupełnie. Płat środkowy edeagusa samczych genitaliów jest tak długi jak paramery i w widoku grzbietowym ma boczne brzegi części odsiebnej prawie równoległe w nasadowych ⅔, a dalej nieco rozbieżne ku bulwiasto rozdętemu szczytowi.

## Ekologia i występowanie
Owad palearktyczny, południowoeuropejski, endemiczny dla Słowenii. Znany jest z różnych jaskiń obszaru krasowego okolic Škofjej Loki, w tym z: Bokhovego brezna, Gipsovej jamy, Marijinego brezna, Migutovego brezna oraz Štinetovej jamy. Współwystępuje z jaskiniowymi biegaczowatymi z gatunków Anophthalmus alphonsi i Orotrechus globulipennis.